# IP交换
IP交换（IP eXchange，简称：IPX）是一种电信网间互联（interconnection）模型，用于在各个独立的移动和固定运营商的客户之间，以及与其它类型的服务提供商（service provider，例如 ISP）的客户之间，通过基于 IP 的网络到网络接口（Network-to-Network Interface，简称：NNI），来交换基于 IP 的数据流量。IPX 由 GSMA（GSM 联盟）开发。
IPX 不打算替代因特网或与其竞争，但是确实为服务提供商提供了一个替代选项。IPX 的目的是在一个商业架构下，在所有的服务提供商类型之间，为基于 IP 的服务提供可互操作性（interoperability），使得价值链中的所有的参与方都能获得一个商业回报。这些商业关系由服务水平协议（Service Level Agreement，简称：SLA）来支撑，它确保性能、质量和安全性。
对于最终用户来说，在“他们服务提供商是否使用了 IPX 模型”这一点上可能并不明显，但是服务提供商使用 IPX 模型所提供的灵活性而对服务进行差异化处理的能力，最终为终端用户提供了不同的选择余地。

## 背景
传统上，不同运营商之间的语音流量的网间互联，已经在使用国际上通用的 SS7/TDM 网络。然而，后来与 VoIP 一同出现的全 IP 示范（all-IP paradigm）正在迅速地被不同的运营商、以不同的形式而引入，例如 IMS。为了最小化分组交换语音和电路交换语音之间的转换次数，就有了这样一个明确的需求，要求部署一个基于 IP 的 NNI，也就是一个基于 IP 的网间互联网络（interconnection network）。
同时有一点非常明确，大量的基于 IP 的业务（例如在线状态和即时通讯）无法使用一个 SS7/TDM 网络来实现网间互联，更进一步地增加了对于演进到一个基于 IP 的网间互联网络的需求。
从 2000 年起，GSM 运营商已经开始使用 GRX（GPRS 漫游交换）网络来在拜访和归属运营商之间对基于 IP 的商业漫游流量进行路由。大部分的 2.5G 和 3G 数据漫游都已经在使用 GRX 了。GRX 是一个私有的 IP 网络（独立于互联网），由通过对等点（peering points）相互连接的多个不同的 GRX 运营商组成。然而，GRX 仅限于 GSM 运营商社区，并且并非所有的 GRX 都能够满足实时业务的需求。
尽管 GRX 环境并不完全适合做为一个用于网间互联和漫游的公共 IP 网络，它对于 IPX 的开发起了一个很好的头。从 2004 年开始，IPX 的开发已经在各种 GSMA 的项目（projects）和工作组（working groups）中被完成。

## 对于一个私有骨干网的需求
基于 IP 的网间互联可以利用因特网来进行处理，因为因特网生来就支持 IP 协议，并且提供所需的全球连通性（global connectivity）。但是当因为这个特定目的而使用因特网时，存在一些问题。如 GSMA 的 亚历克斯·辛克莱（Alex Sinclair）所说：“开放的互联网是一个极好的的东西，但是当它开始要提供得到保证的业务时，尤其是时间要求非常严苛的业务时，还有很长的路要走”。
基本上运营商和其它服务提供商可以自由选择使用哪种网间互联方式。同时使用多个不同的方式也是可行的（尽管这会导致复杂度增加）。

## 架构
IPX 架构由不同的 IPX 提供商组成，这些提供商通过一个 IPX 对等点连接在一起，以便进行流量交换。按照 IPX 规范，信令（例如 SIP）和媒体数据（例如 RTP）都被端到端传输。如下展示了在一个固网到移动网的网间互联场景中，一个典型的流量传输的端到端路径：
移动电话 <---UNI---> 运营商 A <---NNI---> IPX 提供商 A <---对等点 X---> IPX 提供商 B <---NNI---> 运营商 B <---UNI---> 固定电话
X 是一个对等点（peering point），IPX 提供商 A 和 IPX 提供商 B 在这里交换数据流量
IPX 同时提供双边和多边的网间互联。双边是指传统的模式，也就是两个运营商在建立一个相互之间的连接之前，签订一个双边的网间互联合同。多边另一方面也就意味着 IPX 提供商在一定程度上，同时负责处理合同并代表运营商处理连通性的建立。与数十个甚至上百个其它运营商建立双边网间互联合同和连接，会是一个很重的负担。因此，允许运营商“通过与 IPX 提供商签订单个合同，并建立单个技术连接来打开多个连接”的多边方式，使得网间互联的部署变得更容易和快速。

## 关键特性
- 开放 - 对于任何想要采纳必备的公共IPX 技术和商业原则并签约的固网运营商、移动网络运营商以及其它服务提供商都开放
- 质量 - 通过使用网络中的技术特性的组合，以及能够确保所牵涉的所有参与方的之前的合同的执行的模式（端到端SLA），来提供对 QoS 的支持。
- 级联支付 – IPX 中的级联责任是指，传输链中的每一方都对下一方的性能负责。因为所有的参与者都做出这个承诺，因此，对该服务的提供所涉及的财务收益是顺着这个价值链而级联的，使得所有的前设防都能够因为它们的参与而获得一个商业上的回报。
- 高效连通性 - 连接到 IPX 的运营商可以选择一个多边网间互联模式，这种模式下，一个多边网间互联合同可以开放多个网间互联合作伙伴
- 全 IP - 生来就支持基于 IP 的协议（例如 SIP、RTP、GTP、SMTP、SIGTRAN 等）
- 安全 - 不论是逻辑的还是物理的，都完全独立于公共的互联网。IPX 在互联网上无法寻址或可见。
- 全球性 - 不局限于某一个特定的地理区域
- 后向兼容 - IPX 规范符合现存的规范和建议。不需要为，例如，一个符合 3GPP 的 IMS 核心网，去更新它的接口为一个符合 IPX 的网络到网络接口（NNI）
- 仅 NNI - IPX 需求仅处理 NNI。用户到网络接口（User-to-Network Interface，简称：UNI）不在它的范围内。
- 公共技术规范 端到端地被使用
- 网间互联和漫游 - IPX 同时覆盖网间互联和漫游场景。
- 竞争环境Competitive environment - IPX 服务由很多个相互竞争的国际 IP 运营商来提供，它们通过一个专用的 IPX 对等点来相互连接。

## 现状
IPX 的原则已经由 GSMA 成功网地测试和验证。在 2004 年以前， GSMA SIP 实验局用多个基于 IMS 的业务测试了基于 IP 的 NNI。IPX 预商用实现实验局从 2007 年 4 月开始运行，特别专注于分组交换语音业务。
2008 年的 GSMA 通稿声明，IPX 实验局完全成功。很多国际运营商都准备推出 IPX 业务，例如 IPX 语音（IPX Voice）、比利时电信国际运营商业务（Belgacom International Carrier Services）、英国电信（BT）、中信国际电讯（CITIC 1616）、德国电信（Deutsche Telekom ICSS）、iBasis、Reach、SAP 移动服务, Syniverse, 塔塔电信等等。这些公司都面向固定和移动运营商和其它服务提供商类型做为 IPX 提供商。
GSMA 公开地按需支持进一步的实验。

## 引用出处
1. ↑  高质量的全球 IP 网络准备走向商用 （页面存档备份，存于），2008 年 2 月 12 日
2. ↑  IPX 预商用实现 （页面存档备份，存于） 项目信息
3. ↑  高质量全球 IP 网络准备走向商用 （页面存档备份，存于） 通讯稿
4. ↑  .   [2014-10-13]. （原始内容存档于2014-10-20）.
5. ↑  如何加入 IPX 预商用实现实验局 （页面存档备份，存于） 文档

- GSMA IR.34[永久] - 服务提供商间 IP 骨干网指导原则
- GSMA AA.80 - 用于 IP 分组交换业务的非绑定模板
- GSMA IR.77 - 运营商间 IP 骨干网安全需求
- GSMA IR.40 - 用于 GRX/IPX 网络基础设施和用户终端的 IPv4 寻址和 AS 编号的指导原则
- Aicent IPX 白皮书（页面存档备份，存于）